# Chemin du Baron
Le chemin du Baron (en occitan : camin del Baron) est une voie de Toulouse, chef-lieu de la région Occitanie, dans le Midi de la France.

## Situation et accès

### Description
Le chemin du Baron est une voie publique. Il se trouve au cœur du quartier de Lalande. Il est une partie de l'ancien chemin vicinal no 3, qui allait de Blagnac à Launaguet. Il était prolongé à l'ouest par le chemin de l'Église-de-Lalande, le chemin de la Glacière (actuelles rue et impasse de la Glacière), le chemin de Ginestous et le chemin Roques jusqu'à la route et au pont de Blagnac, et à l'est par le chemin de Rispet jusqu'à la route de Launaguet.
Il naît dans le prolongement du chemin de l'Église-de-Lalande, au carrefour de l'avenue de Fronton et au cœur de l'ancien village de Lalande. Long de 432 mètres et large de 9 mètres, il est orienté à l'est. Il donne naissance successivement, à gauche, à l'impasse Blandinières et, à droite, à l'impasse du Baron. Enfin, après avoir donné naissance à la rue René-Nelli, qui dessert la zone d'aménagement concerté (ZAC) du Baron, il se termine au croisement de l'avenue Jean-Zay, tout près du vaste carrefour que celle-ci forme avec la route de Launaguet, au niveau de l'échangeur no 12 (Les Izards) de l'autoroute A62 (périphérique de Toulouse). 
La chaussée compte une seule voie de circulation automobile à double-sens. Elle appartient à une zone 30 et la vitesse y est limitée à 30 km/h. Il n'existe pas d'aménagement cyclable.

### Voies rencontrées
Le chemin de l'Église-de-Lalande rencontre les voies suivantes, dans l'ordre des numéros croissants (« g » indique que la rue se situe à gauche, « d » à droite) :
1. Avenue de Fronton
2. Impasse Blandinières (g)
3. Impasse du Baron (d)
4. Rue René-Nelli (d)
5. Avenue Jean-Zay

### Transports
Le chemin du Baron n'est pas directement desservi par les transports en commun Tisséo. Il débouche cependant, à l'ouest, sur l'avenue de Fronton, parcourue par les  lignes de Linéo L10 et de bus 2969169.  À l'est, la route de Launaguet abrite les arrêts des lignes de bus 60.
Les stations de vélos en libre-service VélôToulouse les plus proches sont les stations no 259 (231 avenue de Fronton) et no 260 (face 26 impasse du Baron).

## Odonymie
L'origine du nom du chemin du Baron n'est pas connue. Probablement faut-il y voir le nom d'une famille qui y possédait un domaine agricole au XVIIIe ou au XIXe siècle. C'est, de plus, le nom d'une voie tout proche, l'impasse du Baron, ainsi que d'une zone d'aménagement concerté (ZAC), comprise entre le chemin du Baron au nord, l'impasse du Baron à l'ouest, la route de Launaguet à l'est et l'impasse de Launaguet au sud.

## Patrimoine et lieux d'intérêt

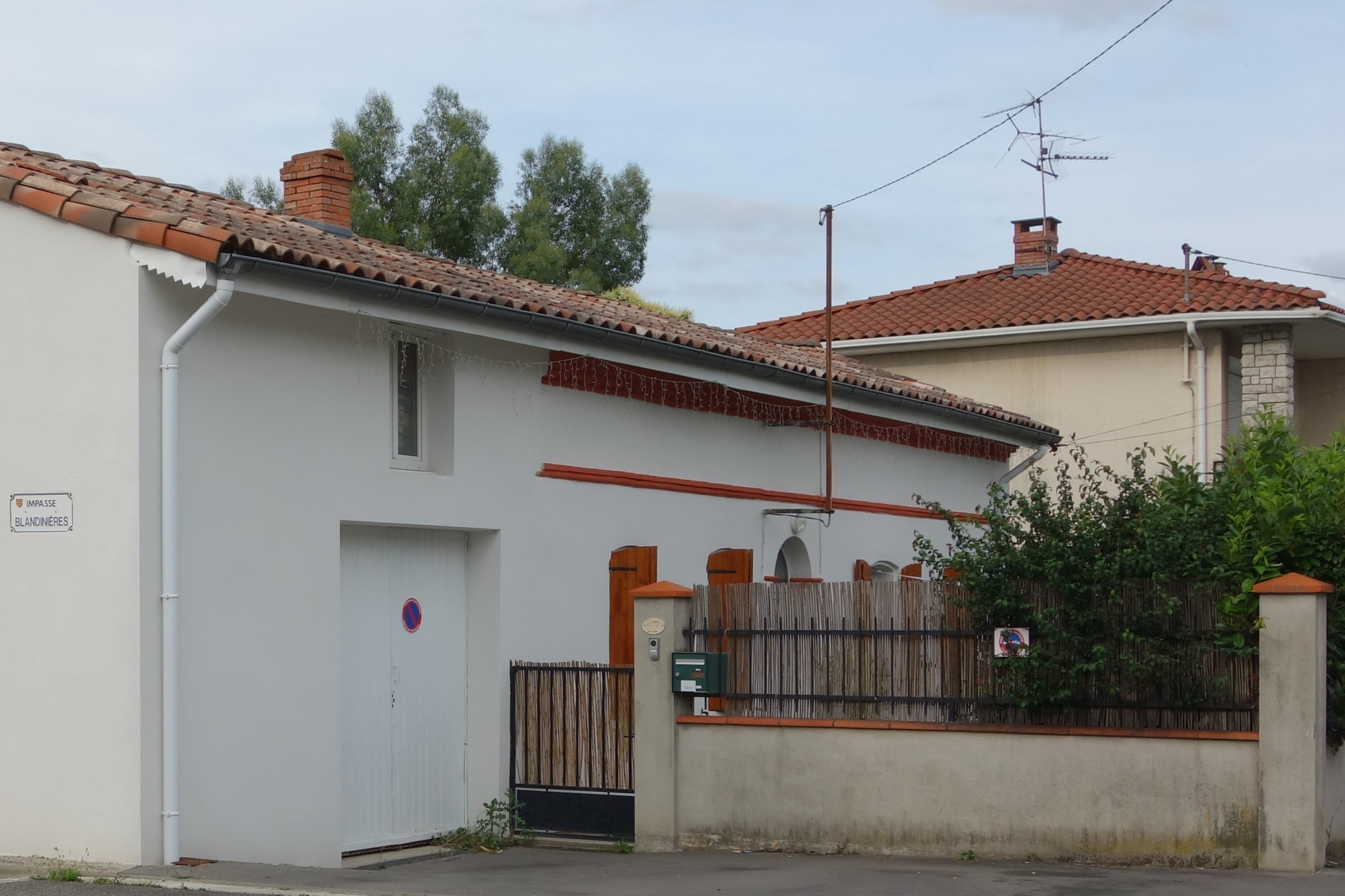
no 17 : ferme.

- no  17 : ferme maraîchère. 
La ferme, de type maraîchère, est construite dans la deuxième moitié du XIXe siècle. Bâtie en brique, elle reprend les formes de la maison toulousaine. Elle est composée de deux parties, disposées parallèlement au chemin du Baron. À droite, le logis principal développe sa façade principale sur cinq travées et deux niveaux. Au rez-de-chaussée, la porte piétonne est encadrée de pilastres et voûtée en plein cintre. Le comble à surcroît, séparé par un cordon, était percé de petites ouvertures rectangulaires, bouchées après 2022. L'élévation est couronnée par une corniche moulurée.
À gauche, l'ancienne partie agricole, transformée en garage, s'élève dans la continuité du logis principal. Elle ne compte qu'une seule travée, percée au rez-de-chaussée d'une porte charretière et au niveau du comble par une fenêtre rectangulaire[4].

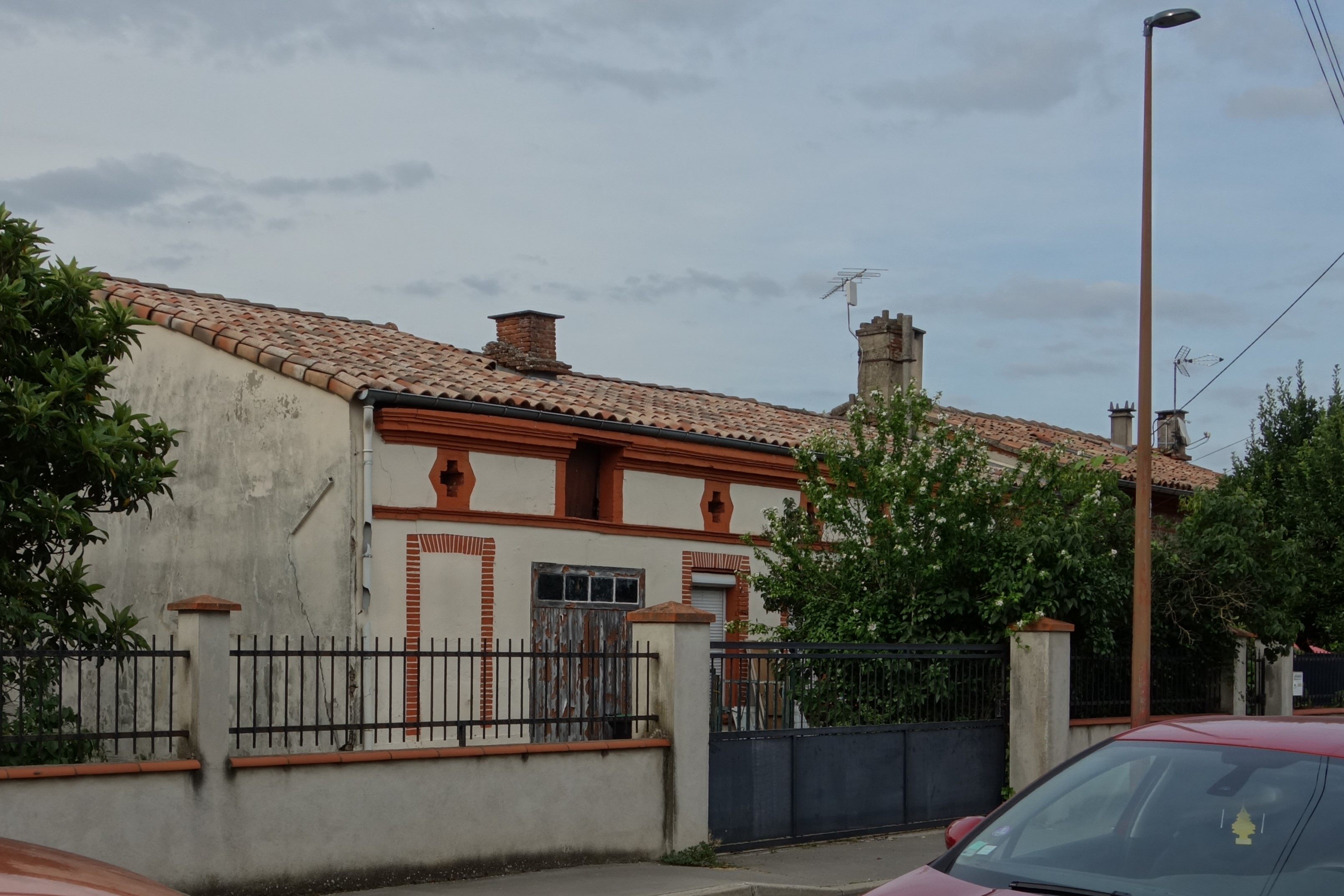
no 23 : ferme Giscard.

- no  23 : ferme Giscard. 
La ferme est construite au XVIIIe siècle – elle appartient, au début du siècle suivant, aux héritiers d'un certain Jean Giscard. L'édifice est bâti en brique. Il s'élève en léger retrait par rapport au chemin. La façade principale, exposée au sud, lui est de plus parallèle. Le logis principal s'élève sur deux niveaux, séparés par un cordon et s'organise en cinq travées. Elles sont, au rez-de-chaussée, percées d'une porte piétonne et de fenêtres rectangulaires, tandis que le comble à surcroît est ouvert par des jours en forme de croix.
La partie agricole – transformée désormais en garage – se situe à gauche, dans le prolongement du logis principal. La façade est traitée de la même manière : le rez-de-chaussée est ouvert par une grande porte charretière et une fenêtre, le comble est percé d'un jour et d'une fenêtre permettant un accès au grenier. La toiture repose sur une corniche moulurée débordante. Dans le jardin se trouvent également une remise agricole et un puits[5].

- no  25 : ferme (deuxième moitié du XIXe siècle)[6].
- no  30 : ferme (deuxième moitié du XIXe siècle)[7].
- no  41 : ferme (deuxième moitié du XIXe siècle)[8].
- no  46 : ferme (deuxième moitié du XIXe siècle).